# Pompiliodes
Pompiliodes is een geslacht van vlinders van de familie spinneruilen (Erebidae), uit de onderfamilie Arctiinae.

## Soorten
- P. acroleuca Zerny, 1931
- P. albomarginata Druce, 1884
- P. aliena Walker, 1854
- P. obliqua Hampson, 1914
- P. postica Walker, 1856
- P. tenebrosa Walker, 1854